# Ульріх Тіло
Ульріх Тіло (нім. Ulrich Thilo; 4 січня 1903, Мюнстер — 9 вересня 1980) — німецький офіцер-підводник, капітан-цур-зее крігсмаріне.

## Біографія
В 1922 році вступив на флот. З листопада 1938 року — командир флотилії торпедного училища. З листопада 1939 по березень 1941 року — радник ОКМ. В квітні 1941 року перейшов у підводний флот. З 26 листопада 1941 по 8 березня 1943 року — командир підводного човна U-174, на якому здійснив 2 походи (разом 134 дні в морі). Після цього служив на різних штабних посадах в торпедних училищах. З грудня 1944 по травень 1945 року — командир військово-морського транспорту в Готенгафені і Свінемюнде.
Всього за час бойових дій потопив 5 кораблів загальною водотоннажністю 30 813 тонн.
| Дата             | Назва корабля | Тип                   | Тоннаж | Вантаж                                                            | Екіпаж | Загинули | Країна             | Конвой  |
| ---------------- | ------------- | --------------------- | ------ | ----------------------------------------------------------------- | ------ | -------- | ------------------ | ------- |
| 31 жовтня 1942   | Marylyn       | Торговий пароплав     | 4,555  | 6600 тонн генеральних вантажів                                    | 42     | 15       | Британська імперія |         |
| 1 листопада 1942 | Elmdale       | Торговий пароплав     | 4,872  | 8300 тонн вугілля, військових товарів і генеральних вантажів      | 42     | 6        | Британська імперія | TRIN-20 |
| 2 листопада 1942 | Zaandam       | Пасажирський теплохід | 10,909 | 7000 тонн мідної і хромової руди та 600 тонн генеральних вантажів | 299    | 135      | Нідерланди         |         |
| 2 грудня 1942    | Besholt       | Торговий теплохід     | 4,977  | 8000 тонн міді, олова і пальмової олії та 32 мішки пошти          | 42     | 14       | Норвегія           |         |
| 15 грудня 1942   | Alcoa Rambler | Торговий пароплав     | 5,500  | 7243 тонни вугілля                                                | 55     | 1        | США                |         |

## Звання
- Фенріх-цур-зее (1 квітня 1924)
- Лейтенант-цур-зее (1 жовтня 1926)
- Оберлейтенант-цур-зее (1 липня 1928)
- Капітан-лейтенант (1 жовтня 1934)
- Корветтен-капітан (1 липня 1938)
- Фрегаттен-капітан (1 червня 1942)
- Капітан-цур-зее (1 липня 1943)

## Нагороди
- Медаль «За вислугу років у Вермахті» 4-го, 3-го і 2-го класу (18 років)